# Восстание сипаев
Восста́ние сипа́ев (Сипайское восстание, в современной историографии Инди́йское народное восста́ние 1857—1859, Первая война Индии за независимость) — восстание индийских солдат против колониальной политики англичан в 1857—1859 годах. Восстание началось на севере от Бенгалии до Пенджаба и в центральной Индии. Основная инициатива была предпринята со стороны армии и незадолго до этого отстранённых от власти махарадж, но в некоторых областях его поддержали крестьяне, и оно превратилось в общее восстание. Дели был захвачен повстанцами, однако позже был окружён и взят британцами. Восстание положило конец власти Британской Ост-Индской компании и привело к её замене прямым правлением английской короны («Британский Радж»).
Восстание оставило большой след в культуре и общественном сознании как в Великобритании (включая «Знак четырёх» Артура Конан Дойла), так и за её пределами (особенно во Франции), где определённые круги высказывались за союз с Российской империей с целью вытеснения англичан из Азии.

## Название
В английской литературе восстание часто называется Сипайским, так как его военным ядром были сипаи. Центром восстания, как говорилось выше, была территория, расположенная между Пенджабом и Бенгалией. Восстание началось в Бенгальской армии, комплектовавшейся в этом районе.

## Предпосылки
Ко времени прибытия англичан Индия делилась на огромное количество мелких княжеств, постоянно воевавших друг с другом. Тем не менее, вдали от родины терять британских солдат было невыгодно, и основной ударной силой их колониальных войск стали сипаи — индийские наёмники, вооружённые по последнему слову техники. Хотя их выучка и не дотягивала до британских стандартов, им регулярно выплачивалось весьма солидное для индийцев жалование. Неудивительно, что для местной бедноты попасть на службу к англичанам стало пределом мечтаний. В первую очередь британцы занялись модернизацией экономики: построили Гангский канал, продолжили Великий колёсный путь, наладили эффективную почтовую систему, появилась сеть школ и высшие учебные заведения для колонистов.
Впрочем, политика объединения индийских земель, начатая британским генерал-губернатором лордом Дальхузи (1847—1856), когда оставшийся без наследника феодал должен был отдать земли Ост-Индской компании, встретила недовольство. Жизнь постепенно переводилась на европейский лад: были запрещены сати и сватание детей. Внешняя торговля в обход Компании также была запрещена. Налоги на землю стали для многих непосильными. Ввоз из Британии большого количества тканей машинного производства привел к экономическому упадку регионов, в которых ручное ткачество и красильное дело развивалось тысячелетиями. Да и сипаи из «привилегированного сословия» к началу восстания превратились в простое «пушечное мясо» — к тому времени уже почти 20 лет Британия вела в Юго-Восточной Азии беспрерывные войны. В общем, недовольство колониальной политикой англичан превратило регион в «пороховую бочку», и для бунта требовался только повод.
Каждое из трех «президентств», на которые Ост-Индская компания разделила Индию в административных целях, имело свои собственные армии. Из них Армия Бенгальского президентства была самой крупной. В отличие от двух других, в неё основном вербовали представителей высших каст индусов и сравнительно богатых мусульман. Мусульмане составляли большую часть 18 иррегулярных кавалерийских частей, в то время как индусы в основном находились в 84 регулярных пехотных и кавалерийских полках. Таким образом, 75% кавалерийских полков состояло из индийских мусульман, а 80% пехоты — из индусов. В 1857 году Бенгальская армия состояла из 86 тысяч человек, из которых 12 тысяч европейцев, 16 тысяч пенджабцев и 1500 гуркхов. 
Всего в Индии находилось 311 тысяч человек туземных войск в трёх армиях, 40 160 европейских войск, 5362 офицера.

## Начало восстания
Поводом к восстанию стала новая винтовка Энфилда с капсюльным замком. Был пущен слух, что упаковка с патронами якобы пропитывалась смесью говяжьего и свиного жира (корова была священным животным в индуизме, а свинья — нечистым в исламе). Хотя подразделения сипаев намеренно комплектовались по смешанному принципу, это не помешало сговору индусов и мусульман. Ходили и «предсказания», что «Ост-Индская компания будет править 100 лет» (начиная с битвы при Плесси, 1757), и что «всё станет багровым».

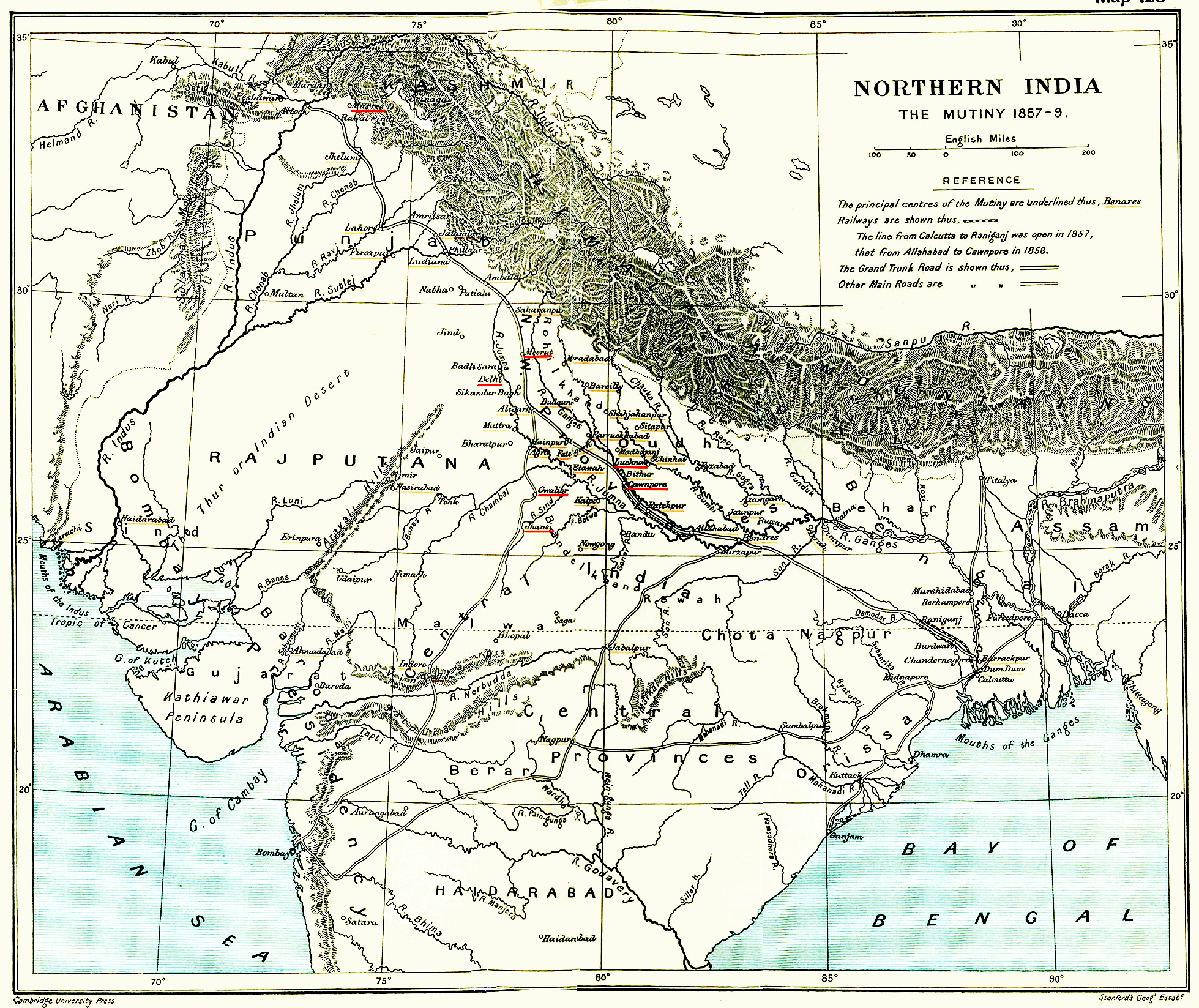
Основные очаги восстания.

### Баракпур. Мангал Панди
26 февраля 1857 года в 34-м Бенгальском полку туземной пехоты в Баракпуре начинают распространяться слухи о новых патронах, хранящихся в упаковке, пропитанной свиным и коровьим жирами. Это оскорбляло религиозные чувства солдат — мусульман и индуистов, так как солдату было необходимо, держа в одной руке винтовку, а в другой упаковку патронов, вскрыть последнюю зубами, тем самым вкусив коровий или свиной жир. 29 марта 29-летний солдат этого полка, Мангал Панди, объявил о несогласии с действиями британцев. Когда полковой адъютант, лейтенант Блау, прибыл для расследования инцидента, солдат выстрелил в него и попал в лошадь.
Генерал Джон Херси приказал арестовать Панди джемедару (лейтенанту) Ишвари Прасаду, но тот отказался. Весь полк, за исключением одного солдата, Саикха Палту, отказался арестовывать мятежника. Однако его первая попытка взбунтовать провалилась, тогда Панди попытался застрелиться, но только ранил себя. 6 апреля он был приговорён к смертной казни, а 8 апреля — повешен. После этого джемадар Ишвари Прасад был приговорён к смерти и повешен 22 апреля, а сам полк расформирован. Саикх Палту был повышен до джемадара.

Восстание сипаев. Литография по рисунку Жана-Пьера Гранже (1857)

Такое жестокое наказание произвело сильное впечатление на сипаев других полков. В апреле внедрение новых патронов привело к волнениям среди сипаев в Агре, Аллахабаде и Амбале.

### Мирут
24 апреля в Мируте 90 солдатам было приказано провести учебные стрельбы новыми патронами. 85 солдат отказались, и были приговорены к смертной казни, заменённой на 10 лет каторги. 11 сравнительно молодых солдат получили 5 лет. С приговорённых на виду у всего гарнизона сорвали погоны, и осуждённые отправились в тюрьму, публично проклиная сослуживцев за отказ в поддержке.
На следующий день, в воскресенье, в Мируте начались беспорядки. После бурных протестов на местном базаре несколько домов в городе были подожжены, а индийские подразделения, во главе с 3-м кавалерийским, взбунтовались. Гарнизон Мирута состоял из 2357 сипаев и 2038 британцев. В этот день многие из британских солдат отдыхали и не несли службу.
Восставшие напали на европейцев — офицеров и гражданских — и убили 4 мужчин, 8 женщин и 8 детей. На базаре толпа набросилась на британских солдат в увольнении. Британские младшие офицеры, попытавшиеся помешать мятежу, были убиты. Сипаи освободили 85 своих товарищей и вместе с ними 800 других заключённых (должников и уголовников). Во время этих событий погибли также 50 индийцев.
Часть сипаев (особенно 11-й Бенгальский полк туземной пехоты) сопровождали британских офицеров, женщин и детей, ограждая их от восставших. Британцы спаслись в Рампуре, где получили убежище у местного наваба.

### Дели
11 мая восставшие из Мирута ушли в Дели, где появились у дворца Великого Могола, прося возглавить их. Бахадур Шах никак не ответил на прошение, зато откликнулись многие придворные. В течение дня восстание охватило город; сипаи и местное население нападали на европейских чиновников, владельцев магазинов, индийских христиан. В городе в это время находились три батальона Бенгальской туземной пехоты; часть подразделений присоединилась к восстанию, другие отказались применять силу против восставших.
Сипаи атаковали местный арсенал. 9 британских офицеров открыли по ним огонь, но, увидев, что сопротивление бесполезно, взорвали арсенал. Выжило 6 из 9 офицеров, взрыв убил многих людей на улицах и повредил соседние дома. Известия об этом привели к открытому восстанию всех сипайских подразделений вокруг Дели. Часть оружия из арсенала повстанцам всё-таки удалось захватить; кроме того, они захватили склад с 3 тыс. баррелей оружейного пороха, находившийся в 3 км от Дели и сдавшийся без сопротивления. Уцелевшие европейские офицеры и гражданские укрылись в Башне Флагштока, и, поняв, что помощи ждать неоткуда, попытались скрыться в Карнале.
12 мая Бахадур Шах созвал первый совет за много лет. Он выразил беспокойство по поводу произошедших событий, но принял помощь сипаев и заявил о поддержке восстания.
В ходе восстания помимо Дели возникло ещё два пункта концентрации повстанческих сил: Канпур и столица Ауда — Лакхнау. В этих трёх очагах появились самостоятельные правительства. В Дели наряду с правительством Бахадур-шаха II был создан из сипаев и горожан высший административный совет, руководство делийскими войсками взял на себя его член Бахт-хан. В Дели и Лакхнау правительствам, созданным из прежней придворной знати, не удалось организовать управление, возникли раздоры среди повстанцев. Несколько лучше обстояли дела в Канпуре. Здесь были приняты меры к организации аппарата управления и обеспечения снабжения войск и населения продовольствием.

### Канпур и Лакхнау

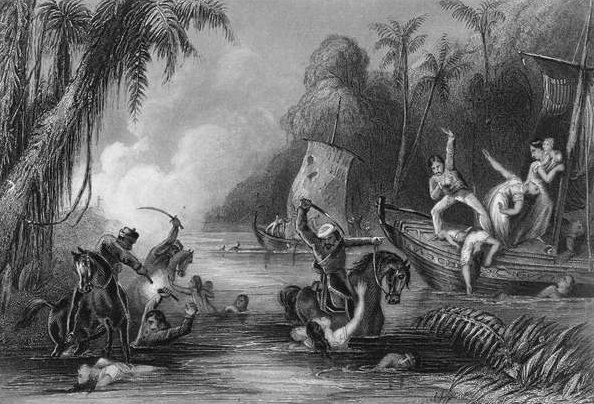
Расправа над британцами в Канпуре

В Канпуре, как и во многих других местах, внезапный бунт сипаев застал врасплох местный британский гарнизон. Но британцам удалось организовать круговую оборону. 25 июня возглавлявший канпурских повстанцев Нана Сагиб, пообещал британским военным и их семьям, укрывшимся в Канпуре, возможность безопасного отступления по реке, если они сдадутся. Однако во время следования британцев к лодкам началась стрельба и почти все они были перебиты.
В Лакхнау британцы оказались осаждёнными повстанцами в здании Резиденции. Длительная осада, которой подверглись британцы, стала одним из ключевых эпизодов восстания.
Восстание характеризовалось крайней жестокостью восставших к своим противникам, в том числе мирным жителям, семьям британских военнослужащих, чиновников. В большинстве захваченных городов и военных поселений почти все британское население было полностью истреблено мятежниками, независимо от пола и возраста. Британцы также жестоко мстили. 20 июля 1857 года жители города Махуа-Дабар убили шестерых британских солдат, после чего британская армия перебила 5000 жителей города и сожгла его дотла, запретив восстанавливать.

## Распространение восстания

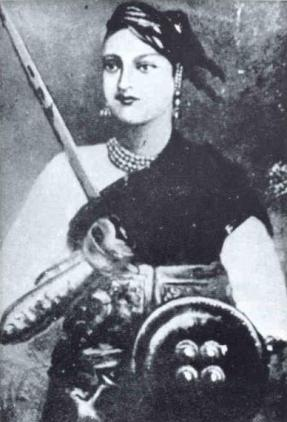
Одна из участниц Сипайского восстания — рани Лакшми Баи.

Новости о падении Дели благодаря телеграфу быстро распространились по Индии. Многие гражданские чиновники бежали в безопасные места со своими семьями. В Агре в 260 км от Дели 6 тыс. европейцев укрылись в местном форте. Это бегство придало повстанцам смелости. Военные частью доверяли своим сипаям, частью пытались их разоружить для предотвращения мятежа. В Бенаресе и Аллахабаде попытки таких разоружений вызвали бунты.
Из 75 регулярных полков туземной пехоты Бенгальской армии 54 взбунтовались, хотя некоторые были немедленно разоружены или развалились после того, как сипаи разбежались по домам. Почти все оставшиеся были разоружены. Все 10 полков Бенгальской лёгкой кавалерии восстали.
В 29 полках Бомбейской армии произошло три мятежа, в 52 полках Мадрасской армии мятежей не было, хотя один из полков отказался отправляться на службу в Бенгалию.

## Отношение к восстанию
По мере распространения восстания в Индии начал разрастаться раскол. Бахадур Шах объявил о восстановлении власти Великих Моголов. Великий Могол Бахадур Шах Зафир объявил себя единственным законным правителем всей Индии (соответствует территории современных Индии, Пакистана и Бангладеш). Он начал чеканить монеты со своим изображением и потребовал от населения присяги на верность. Эти меры, однако, оттолкнули от восставших сикхов и пенджабцев, не желавших восстановления мусульманского правления Великих Моголов. 
Претензиями Великого Могола были недовольны и маратхи, желавшие своего государства, и авадхи, настаивавшие на правлении собственного наваба.
Со стороны некоторых мусульманских лидеров раздались призывы к джихаду, однако вскоре вспыхнули разногласия между суннитами и шиитами. Многие сунниты отказывались присоединяться к восстанию, считая его шиитским. Часть мусульман, например, исмаилитский лидер Ага-хан I, поддержали британцев.
Сикхи и пуштуны Пенджаба и Северо-Западной границы поддержали британцев и оказали помощь в подавлении восстания в Дели.

Отношение индийских княжеств к восстанию.

Большая часть Южной Индии осталась пассивной. Многие местные княжества управлялись низамами Майсурской династии и напрямую не подчинялись Британии.

## Развитие восстания
Сипаи смогли отбросить силы Компании и захватить ряд стратегически важных городов в Харьяне, Бихаре, центре страны, однако затем начало сказываться отсутствие централизованного командования. У восставших был ряд прирожденных лидеров, таких, как Бахт-Хан (которого позднее Великий Могол назначил главнокомандующим, взамен собственного сына, показавшего неэффективность), но большинство было вынуждено оглядываться на раджей. Некоторые из них оказались хорошими лидерами, но многие — нет.
В местности вокруг Мирута наибольшую угрозу для британцев представляло всеобщее восстание гурджаров. В Парикшитгархе недалеко от Мирута гурджары объявили Чоудхари Кадама Сингха (Куддум Сингх) своим лидером и изгнали британцев. Буландшахр и Биджнор также перешли под контроль гурджаров под руководством Валидад Хана и Махо Сингха соответственно.Почти все деревни гурджаров между Меерутом и Дели участвовали в восстании, в некоторых случаях при поддержке Джуллундура, и только в конце июля с помощью местных джатов и княжеств британцам удалось справиться с восстанием и восстановить контроль над территорией.
Муфтий Низамуддин, известный ученый Лахора, издал фетву против британских войск и призвал местное население поддержать силы Рао Тула Рама. Рао Туларам, правитель Харьяны, попытался получить оружие у России, но умер по дороге. Когда позднее племенной вождь Пешавара предложил помощь, Великий Могол ответил, что в Дели лучше не отправляться, потому что сокровищница пуста и армия становится неконтролируемой.
В княжестве Джханси рани Лакшми Баи протестовала против отказа в правах приемного сына на престол. Когда разразилась война, Джханси быстро стал центром восстания, и чиновники кампании и их семьи были убиты повстанцами. К концу июня 1857 года британцы потеряли контроль над большей частью Бунделкханда и восточного Раджастхана.

## Подавление восстания

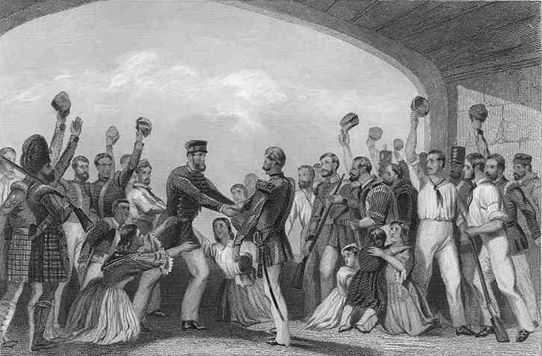
Спасение британцев в Лакхнау

Британцам понадобилось время, чтобы собрать силы. Часть войск была переброшена из метрополии и Сингапура по морю, часть, после окончания Крымской войны — по суше через Персию, некоторые — из Китая. Две группировки европейских войск медленно двинулись к Дели, перебив в сражениях и перевешав множество индийцев. Силы британцев (к которым добавились два подразделения гуркхов) встретились у Карналы, и в сражении с основными силами повстанцев у Бадли-ке-Серай отбросили их к Дели.
Осада города продолжалась с 1 июля по 21 сентября. На первых порах повстанцы превосходили войска Компании по численности, и окружение не вполне было завершено, так что казалось, что в осаде находятся британцы, а не делийцы. 14 августа прибыло подкрепление из британцев, сикхов и пуштунов. 7 сентября англичане, получив осадные орудия, пробили бреши в стенах. 14 сентября британцы попытались начать штурм через бреши и Кашмирские ворота, но понесли тяжёлые потери. Британский командующий пытался отступить, но был удержан своими офицерами. После недели уличных боёв Компания захватила город.
Британцы начали уничтожать и грабить город; множество индусов были убиты в качестве мести за расправы повстанцев над европейцами. Британская артиллерия расстреляла главную мечеть с окрестными зданиями, в которых проживала мусульманская элита со всей Индии. Великий Могол Бахадур Шах был арестован, а два его сына (Мирза Могол и Мирза Хизр Султан) и внук Мирза Абу Бахт были расстреляны.
17 августа 1857 года приблизительно 1 тысяча британских солдат заняла Канпур, покинутый накануне предводителем восставших Нана Сагибом. Перед этим были убиты британские заложники — дети и женщины.
Затем, в ноябре 1857 года, британские войска под командованием генерала Колина Кэмпбелла спасли британский гарнизон в Лакхнау, который держался с начала восстания, но затем оставили город и отошли к Канпуру. 6 декабря повстанцы Тантиа Топи были побеждены во второй битве при Канпуре. 6 января Кэмпбелл вновь занял Фатехгарх. 16 января генерал Хью Роуз начал кампанию в центральной Индии и освобождает Саугор после семимесячной осады.
На 1 апреля 1858 года число лояльных Британии солдат Бенгальской армии составило 80 053. Эта цифра включает большое количество солдат, спешно набранных в Пенджабе и на Северо-Западной границе.
Весной 1858 года началось подавление последних очагов восстания. 2 марта Кэмпбелл возвращается к Лакхнау, вновь занятому восставшими, и после ожесточённых боёв 21 марта занимает город. Разделив свои силы, Роуз 1 апреля побеждает численно превосходящую армию под командованием Тантиа Топи на реке Бетва и 3 апреля после осады захватывает Джханси, который подвергнут разграблению. Затем 7 мая Роуз побеждает крупные силы под командованием Тантиа Топи и Лакшми Баи при Катче.
1 июня Рао Сахиб, Тантиа Топи и Лакшми Баи вошли в княжество Гвалиор с остатками своих сил и захватили его столицу, но 19 июня в битве при Гвалиоре они были разбиты, и Лакшми Баи погибла.

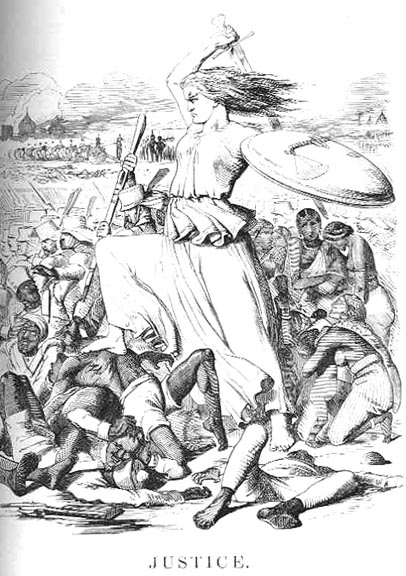
Правосудие. Рисунок Джона Тенниела для журнала «Панч»

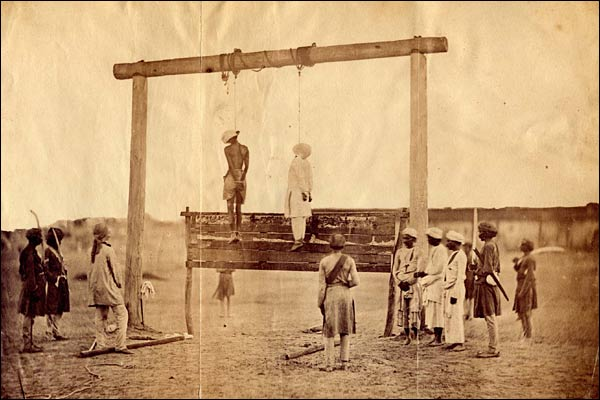
Повешение двух повстанцев.

8 июля 1859 года на территории Индии был провозглашён мир и начались расправы над повстанцами, при этом зачастую пытали и убивали невиновных. Подполковник Т. Райс Холмс писал:

Группы туземцев предавали суду Военного Комиссариата или специальных комиссаров, каждый из которых был наделен исключительным правом миловать и казнить от имени правительства. Судьи эти были совершенно не склонны к проявлению милосердия. Почти все представшие перед судом были признаны виновными, и почти все, кого признали виновными, были приговорены к смертной казни. На видном месте в городе установили виселицу площадью четыре квадратных фута, и каждый день на ней вешали по пять-шесть обвиняемых. Вокруг сидели британские офицеры и, попыхивая сигарами, наблюдали за конвульсиями жертв.

Казни прекратились лишь после вмешательства королевы Виктории, после чего была объявлена амнистия всем участникам восстания, не причастным к убийствам британских подданных.

## Последствия
Несмотря на поражение восстания, английские колонизаторы были вынуждены изменить свою политику. Ещё 2 августа 1858 года британский парламент принял закон о ликвидации Ост-Индской компании и переходе управления Индией к Англии, а таким образом все жители стали подданными английской королевы Виктории (впоследствии принявшей титул императрицы Индии). Индийских князей и помещиков колонизаторы сделали своими союзниками, проведя ряд законов, закреплявших их права феодальной собственности на землю. В то же время колониальным властям пришлось учесть огромное недовольство крестьян и издать законы об аренде, несколько ограничившие феодальный произвол заминдаров.

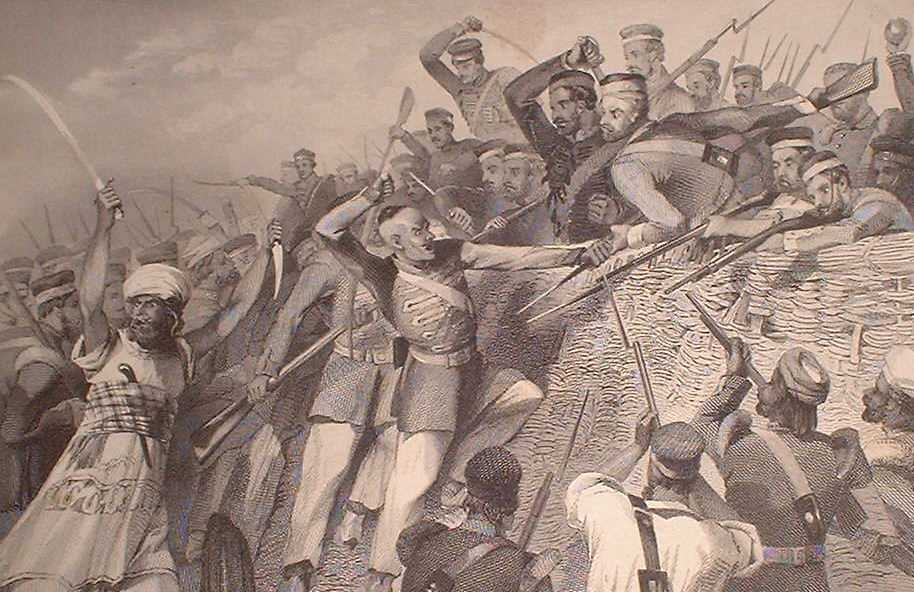
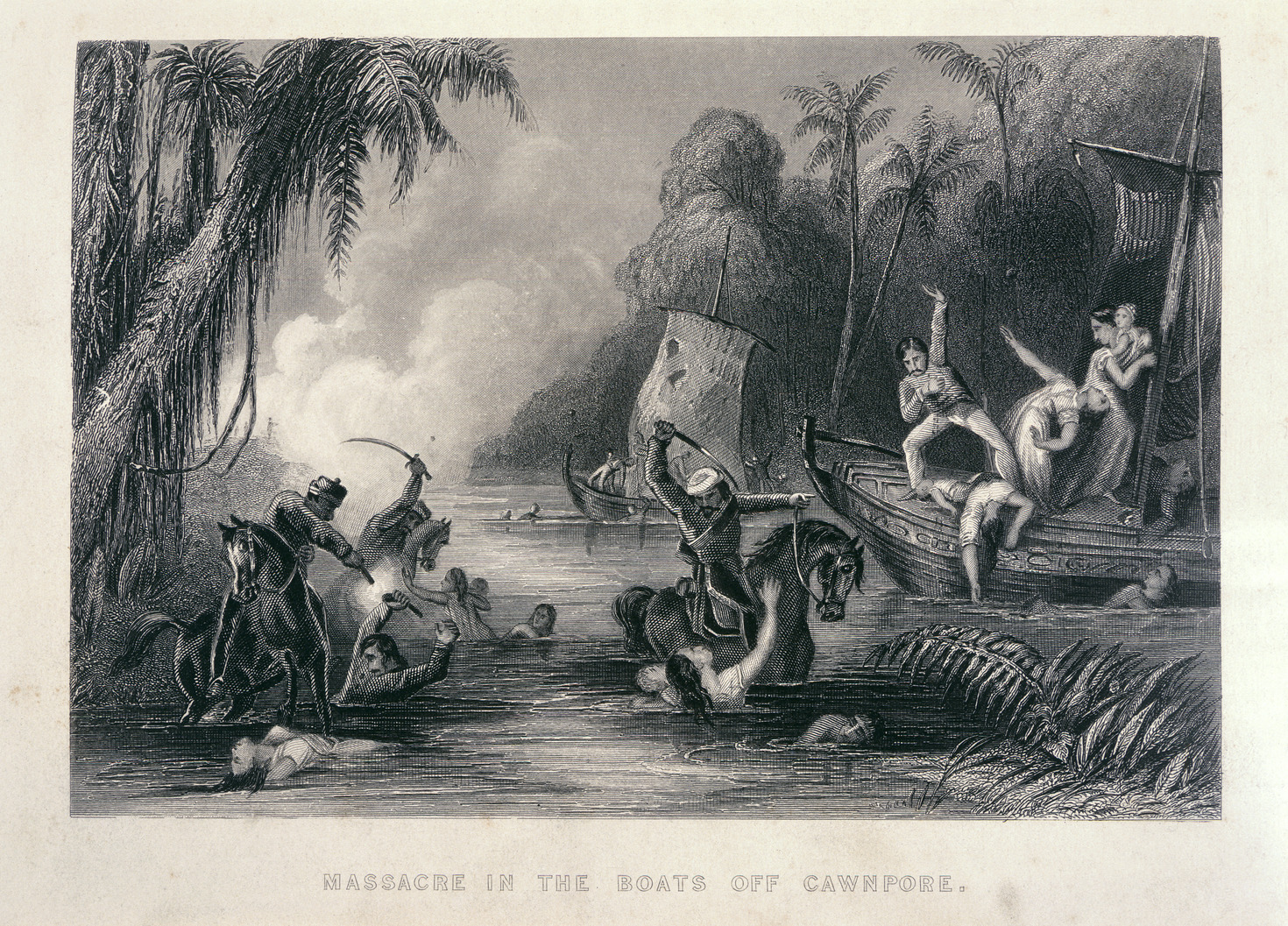
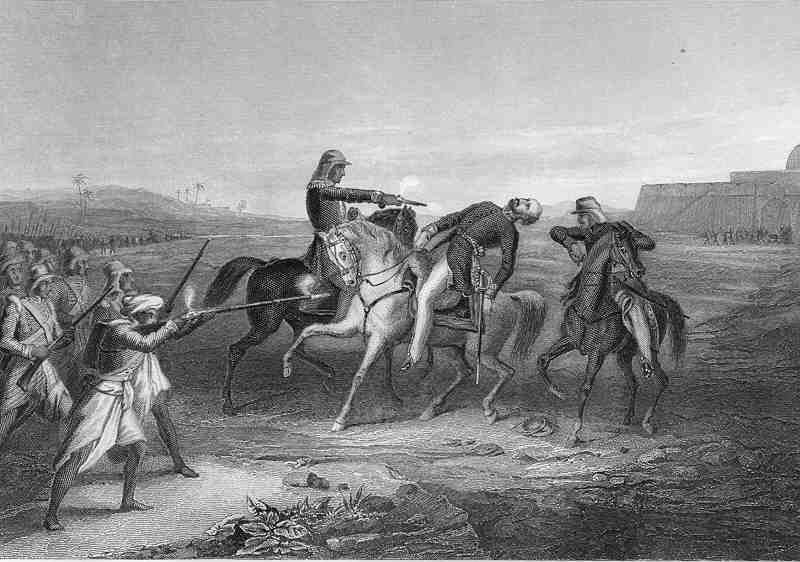
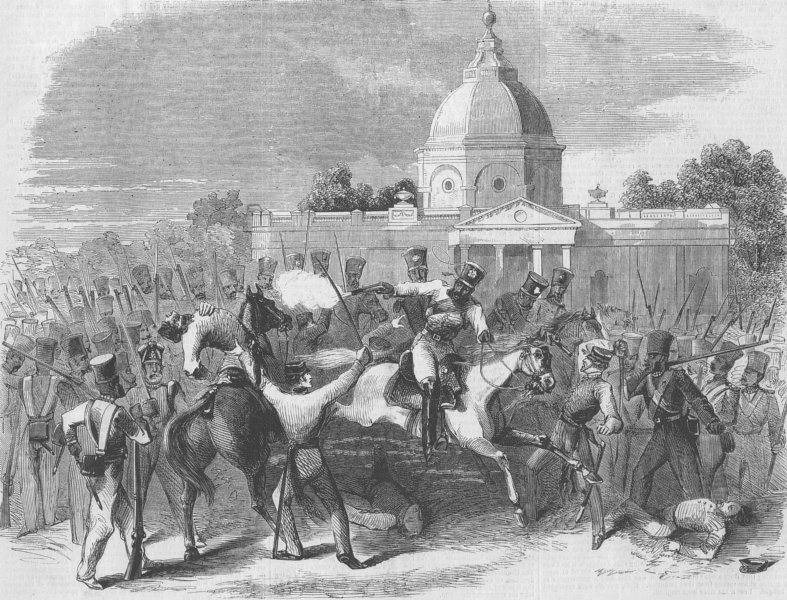
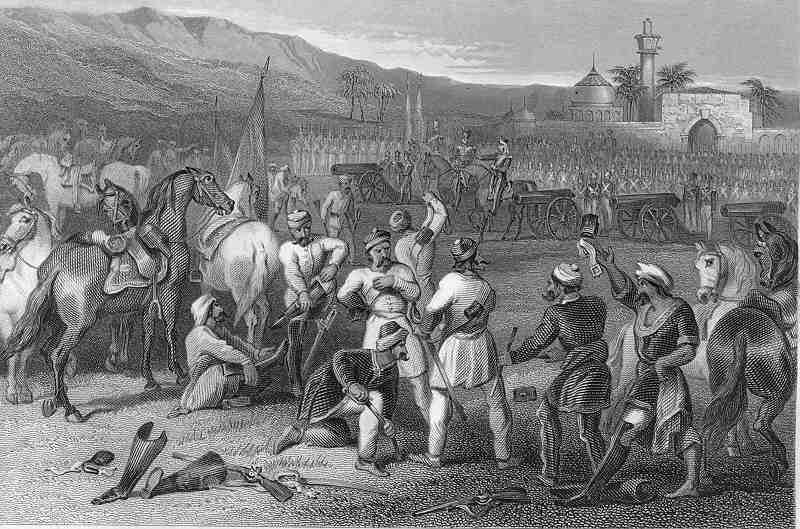
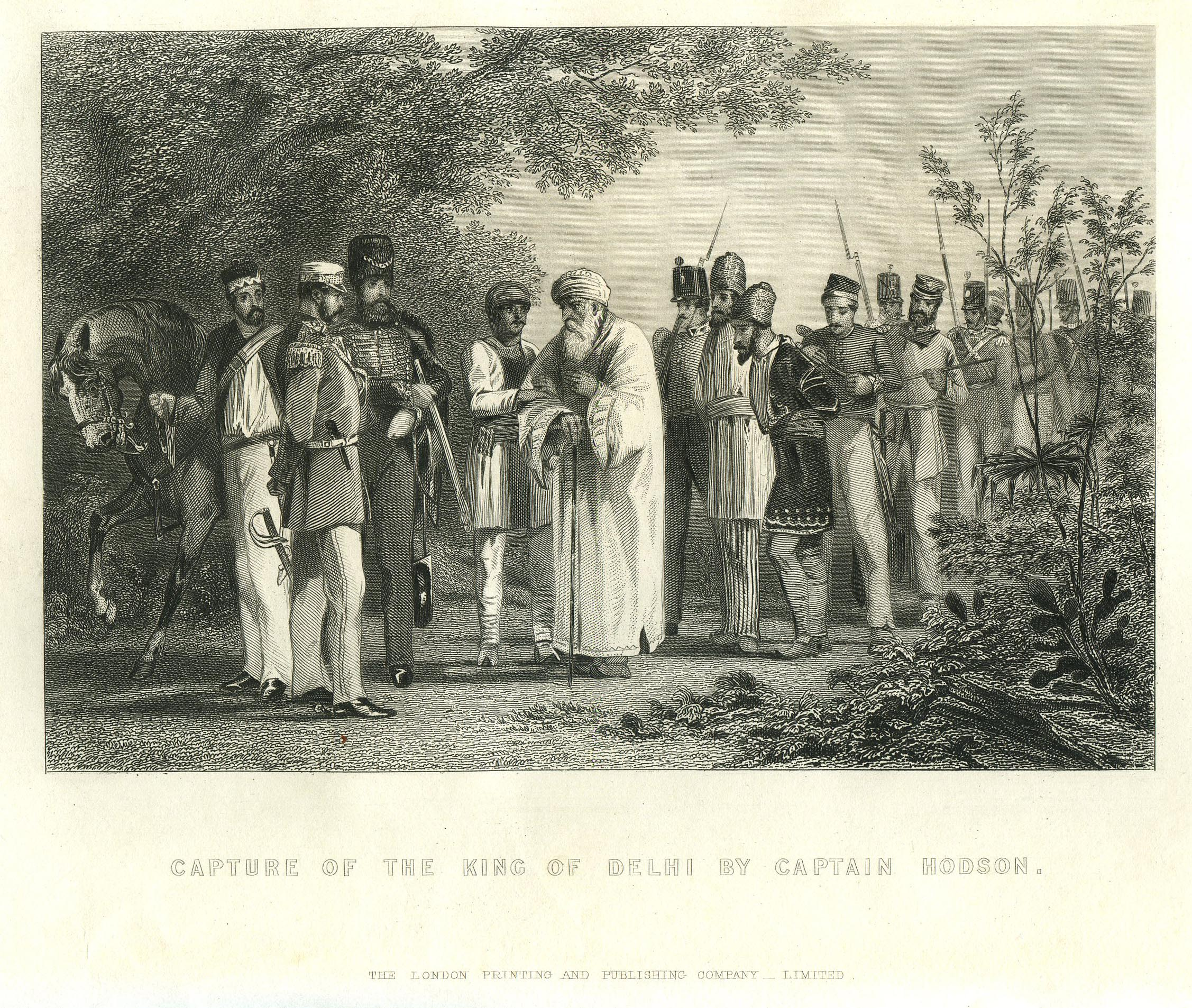

## В культуре

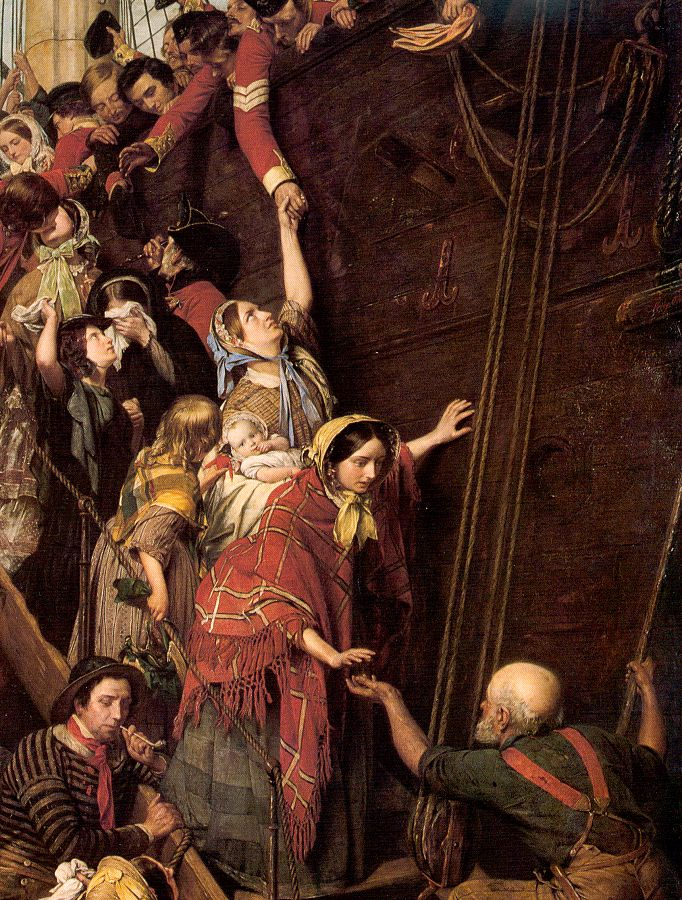
Картина Генри Нельсона О’Нила «Eastward Ho!» (1857), на которой изображено прощание отплывающих в Индию британских солдат со своими возлюбленными.

### В литературе
- Жюль Верн, образ Капитана Немо («Двадцать тысяч лье под водой» 1870 г. и «Таинственный остров» 1875 г.) и «Паровой дом. Путешествие по Северной Индии» (1880).
- Луи Жаколио, «В трущобах Индии» (1888).
- Артур Конан Дойль,«Знак четырёх» (1890) и «Горбун» (1893).
- Эмма Выгодская, «Опасный беглец» (1948).
- Джон Мастерс, «Ночные гонцы» (1951).
- Джеймс Гордон Фаррелл, «Осада Кришнапура» (1973).
- Майкл Крайтон, «Великое ограбление поезда» (1975).
- Джордж Макдоналд Фрейзер, «Флэшмен в Большой игре» (1975).
- Мэри Маргарет Кей, «В тени Луны» (1957), «Далёкие шатры» (1978).

### В кино
- «Капитан Хайберских стрелков[англ.]» / King of the Khyber Rifles — режиссёр Генри Кинг (США-Великобритания, 1953)
- «Бенгальская бригада» / Bengal Brigade — режиссёр Ласло Бенедек (США, 1954)
- «Капитан Немо» — режиссёр Василий Левин (СССР, 1975)
- «Безумие» / «Полёт голубей» (Junoon) — режиссёр Шьям Бенегал (Индия, 1978)
- «Далёкие шатры» (The Far Pavilions) — режиссёр Питер Даффел (США-Великобритания, 1984)
- «Восстание: Баллада о Мангале Пандее» (The Rising: Ballad of Mangal Pandey) — режиссёр Кетан Мехта (Индия, 2005)
- «Маникарника: Королева Джханси» (Manikarnika: The Queen of Jhansi) — режиссёр Radha Krishna Jagarlamudi (Индия, 2019)